# Британские медали за участие в кампании
Медали за участие в кампании (англ. British campaign medals) — категория наград Британской империи и Великобритании для поощрения военнослужащих и гражданского персонала, задействованного в различных военных операциях, а также проходивших службу в определенных регионах.

## Описание
Как правило, медали выполнены из серебра. За участие в конкретных битвах в рамках кампании могут быть предусмотрены дополнительные пристежки к орденской ленте.
В случае упоминания в донесении за храбрость и иные заслуги на ленту и планку медали добавляется бронзовый (c 1914 по 1993 год) или серебряный (после 1993 года, только за отвагу в бою) дубовый лист. Гражданские лица в подобных случаях с 1939 года награждаются аналогичным дополнением в виде серебряного лаврового листа.
В британской иерархии медали за кампании занимают место после наград за отвагу и выдающиеся заслуги, а внутри категории располагаются в хронологическом порядке.

## XVIII век
| Орденская планка | Название                               | Год учреждения | Кампания | Число награждений     | Аверс                   | Реверс                  |
| ---------------- | -------------------------------------- | -------------- | --- | --------------------- | ----------------------- | ----------------------- |
|                  | Медаль за военно-морскую службу (1847) | 1847           | Действия на море в 1793—1840 годах, в том числе Французские революционные войны, Наполеоновские войны и Англо-американская война.                       | 20 933                |                         | File:NavalGSMrev.png    |
|                  | Золотая военно-морская медаль          | 1794           | Действия на море в 1793—1815 годах, в том числе Французские революционные войны, Наполеоновские войны и Англо-американская война. Для старших офицеров. | 22 больших, 117 малых |                         |                         |
|                  | Медаль за военную службу               | 1847           | Действия на суше в 1793–1814 годах, в том числе Французские революционные войны, Наполеоновские войны и Англо-американская война.                       | 26 091                | File:MilitaryGSMobv.png | File:MilitaryGSMrev.png |

## XIX век
| Орденская планка | Название                                          | Год учреждения | Кампания | Число награждений | Аверс | Реверс |
| ---------------- | ------------------------------------------------- | -------------- | --- | ----------------- | ----- | ------ |
|                  | Медаль Армии Индии                                | 1851           | Военные действия в Индии с 1803 по 1826 год, в том числе Вторая и Третья маратхская война, Англо-непальская война, Первая англо-бирманская война и осада Бхаратпура | 4 500             |       |        |
|                  | Армейский золотой крест, Армейская золотая медаль | 1810           | Преимущественно Пиренейские войны |                   |       |        |
|                  | Медаль за Ватерлоо                                | 1816           | Линьи, Катр-Бра, Ватерлоо | Около 38 500      |       |        |
|                  | Медаль за Южную Африку (1853)                     | 1854           | Кафрские войны |                   |       |        |
|                  | Медаль за Газни                                   | 1839           | Первая англо-афганская война, битва при Газни | 8 371             |       |        |
|                  | Медаль за Китайскую войну (1842)                  | 1843           | Первая опиумная война |                   |       |        |
|                  | Медали за Джелалабад                              | 1842           | Первая англо-афганская война, осада Джелалабада | 2 596             |       |        |
|                  | Медаль за Кандагар, Газни и Кабул                 | 1842           | Первая англо-афганская война, поход на Кабул |                   |       |        |
|                  | Медаль за оборону Келат-и-Гилзая                  | 1842           | Первая англо-афганская война, оборона форта Келат-и-Гилзай | 932               |       |        |
|                  | Медаль за Синд                                    | 1843           | Завоевание Синда |                   |       |        |
|                  | Гвалиорская звезда                                | 1843           | Завоевание Гвалиора. |                   |       |        |
|                  | Медаль за Сатледж                                 | 1846           | Первая англо-сикхская война |                   |       |        |
|                  | Медаль за Новозеландскую войну                    | 1869           | Новозеландские земельные войны | 4 400             |       |        |
|                  | Медаль за Пенджаб                                 | 1849           | Вторая англо-сикхская война |                   |       |        |
|                  | Медаль за службу в Индии (1854)                   | 1854           | Второстепенные операции в Индии с 1852 по 1895 год. |                   |       |        |
|                  | Балтийская медаль                                 | 1856           | Балтийский театр Крымской войны, Аландская война. |                   |       |        |
|                  | Крымская медаль                                   | 1854           | Крымская война | 275 000           |       |        |
|                  | Медаль за подавление индийского мятежа            | 1858           | Подавление Восстания сипаев | 290 000           |       |        |
|                  | Медаль за Вторую китайскую войну                  | 1861           | Вторая опиумная война |                   |       |        |
|                  | Медаль за службу в Канаде                         | 1899           | Фенианские набеги | 17 623            |       |        |
|                  | Медаль за Абиссинскую войну                       | 1869           | Англо-эфиопская война |                   |       |        |
|                  | Медаль за Ашанти                                  | 1874           | Англо-ашантийская война 1873—1874 года. |                   |       |        |
|                  | Медаль за Южную Африку (1880)                     | 1880           | Англо-зулусская война и племенные войны в южноафриканском регионе в 1877—1879 годах.                                                                                | Около 36 600      |       |        |
|                  | Медаль за Афганистан (Великобритания)             | 1881           | Вторая англо-афганская война |                   |       |        |
|                  | Звезда «От Кабула до Кандагара»                   | 1881           | Вторая англо-афганская война, Марш Робертса и Сражение при Кандагаре                                                                                                | Около 11 000      |       |        |
|                  | Медаль за службу в Капской колонии                | 1900           | Кампании и в Басутоленде (1880—1881), Транскее (1880—1881) и Бечуаналенде (1896—1897)                                                                               | 5 252             |       |        |
|                  | Медаль за Египет                                  | 1882           | Англо-египетская война и действия в Судане |                   |       |        |
|                  | Медаль Королевской Нигерской компании             | 1899           | Второстепенные операции в колониальной Нигерии в 1886—1897 годах.                                                                                                   |                   |       |        |
|                  | Медаль за Северо-Западную Канаду                  | 1885           | Подавление Восстания в Саскачеване | 5 650             |       |        |
|                  | Медаль за Восточную и Западную Африку             | 1892           | Второстепенные операции в Восточной и Западной Африке в 1887—1900 годах.                                                                                            |                   |       |        |
|                  | Медаль Британской Южноафриканской компании        | 1896           | Первая война с матабеле, Вторая война с матабеле, Колонна первопроходцев                                                                                            |                   |       |        |
|                  | Медаль за Центральную Африку                      | 1895           | Служба в 1891—1898 годах в Восточной и Центральной Африке. |                   |       |        |
|                  | Медаль за Индию                                   | 1896           | Второстепенные операции в Индии в 1895—1902 годах, в основном в Северо-Западной пограничной провинции.                                                              |                   |       |        |
|                  | Звезда Ашанти                                     | 1896           | Англо-ашантийская война 1895—1896 года. | Около 2 000       |       |        |
|                  | Королевская суданская медаль                      | 1899           | Завоевание Судана в ходое подавления Восстания махдистов. |                   |       |        |
|                  | Медаль за Восточную и Центральную Африку          | 1899           | Второстепенные операции в Протекторате Уганда и Южном Судане в 1897—1899 годах.                                                                                     |                   |       |        |
|                  | Королевская медаль за Южную Африку (1899)         | 1900           | Вторая англо-бурская война | Около 178 000     |       |        |
|                  | Королевская средиземноморская медаль              | 1902           | Действия в Средиземном море в период Второй англо-бурской войны | 5 000             |       |        |
|                  | Транспортная медаль                               | 1903           | Морякам торгового флота за деятельность в период Второй англо-бурской войны и подавления Боксерского восстания.                                                     | 1 719             |       |        |
|                  | Медаль Китайской войны                            | 1902           | Подавление Боксерского восстания. |                   |       |        |
|                  | Медаль за Ашанти                                  | 1901           | Война Золотого Трона |                   |       |        |

## XX век

### До Первой мировой войны
| Орденская планка | Название                                         | Год учреждения | Кампания                                            | Число награждений | Аверс                              | Реверс                             |
| ---------------- | ------------------------------------------------ | -------------- | --------------------------------------------------- | ----------------- | ---------------------------------- | ---------------------------------- |
|                  | Королевская медаль за Южную Африку (1902)        | 1902           | Вторая англо-бурская война                          |                   | File:King’s South Africa Medal.jpg | File:King’s South Africa Medal.jpg |
|                  | Медаль за службу в Африке                        | 1902           | Кампании в тропической Африке с 1900 по 1956 год.   |                   |                                    |                                    |
|                  | Медаль за Тибет                                  | 1905           | Британская экспедиция в Тибет                       |                   |                                    |                                    |
|                  | Медаль за подавление восстания туземцев в Натале | 1907           | Подавление Зулусского восстания                     | 9979              |                                    |                                    |
|                  | Медаль за службу в Индии (1909)                  | 1909           | Второстепенные операции в Индии с 1908 по 1935 год. |                   |                                    |                                    |

### Первая мировая война
| Орденская планка | Название                                 | Год учреждения | Кампания                                                                                | Число награждений                       | Аверс                                        | Реверс                                       |
| ---------------- | ---------------------------------------- | -------------- | --------------------------------------------------------------------------------------- | --------------------------------------- | -------------------------------------------- | -------------------------------------------- |
|                  | Звезда 1914 года                         | 1917           | Первая мировая война, служба во Франции или Бельгии в 1914 году.                        | 378 000                                 | File:1914 Star.jpg                           | File:1914 Star.jpg                           |
|                  | Звезда 1914—15                           | 1918           | Первая мировая война, служба в период с 1914 под 1915 год.                              | 2 366 000                               |                                              |                                              |
|                  | Британская военная медаль                | 1919           | Первая мировая война                                                                    | 6 500 000 серебряных, 110 000 бронзовых |                                              |                                              |
|                  | Военная медаль для торгового флота       | 1919           | Первая мировая война, морякам торгового флота                                           | 133 135                                 | File:Mercantile Marine War Medal Reverse.png | File:Mercantile Marine War Medal Reverse.png |
|                  | Медаль победы (Великобритания)           | 1919           | Первая мировая война                                                                    | Около 5 725 000                         |                                              |                                              |
|                  | Медаль победы (Южная Африка)             | 1919           | Первая мировая война, участникам из Южно-Африканского Союза                             | Около 75 000                            |                                              |                                              |
|                  | Военная медаль для территориальных войск | 1920           | Первая мировая война, добровольцам Территориальных сил, в том числе сестринской службы. | 33 944                                  |                                              |                                              |

### Межвоенный период
| Орденская планка | Название                               | Год учреждения | Кампания                                                                                            | Число награждений | Аверс | Реверс |
| ---------------- | -------------------------------------- | -------------- | --------------------------------------------------------------------------------------------------- | ----------------- | ----- | ------ |
|                  | Медаль за военно-морскую службу (1915) | 1915           | Второстепенные военно-морские операции с 1909 по 1962 год.                                          |                   |       |        |
|                  | Медаль за службу (1918)                | 1918           | Второстепенные сухопутные операции с 1909 по 1962 год.                                              |                   |       |        |
|                  | Медаль за службу в Индии (1936)        | 1938           | Второстепенные операции в Северо-Западной пограничной провинции Британской Индии в 1936—1939 годах. |                   |       |        |

### Вторая мировая война
| Орденская планка | Название                                   | Год учреждения | Кампания                                                                                                 | Число награждений | Аверс                                           | Реверс                                          |
| ---------------- | ------------------------------------------ | -------------- | --- | ----------------- | ----------------------------------------------- | ----------------------------------------------- |
|                  | Звезда 1939—1945                           | 1943           | Вторая мировая война                                                                                     |                   |                                                 |                                                 |
|                  | Атлантическая звезда                       | 1945           | Вторая мировая война, Битва за Атлантику                                                                 |                   |                                                 |                                                 |
|                  | Арктическая звезда                         | 2012           | Вторая мировая война, арктические конвои                                                                 |                   |                                                 |                                                 |
|                  | Звезда для экипажей самолетов в Европе     |                | Вторая мировая война, экипажам самолётов на европейском театре военных действий в 1939—1944 годах.       |                   |                                                 |                                                 |
|                  | Африканская звезда                         | 1943           | Вторая мировая война, Североафриканская кампания 1940—1943 годов.                                        |                   |                                                 |                                                 |
|                  | Тихоокеанская звезда                       | 1945           | Вторая мировая война, Тихоокеанский театр военных действий 1941—1945 годов.                              |                   |                                                 |                                                 |
|                  | Бирманская звезда                          | 1945           | Бирманская кампания 1941—1945 годов.                                                                     |                   |                                                 |                                                 |
|                  | Итальянская звезда                         | 1945           | Вторая мировая война, Итальянская кампания 1943—1945 годов.                                              |                   |                                                 |                                                 |
|                  | Французская и Германская звезда            | 1945           | Вторая мировая война, служба во Франции, Бельгии, Люксембурге, Нидерландах и Германии в 1944—1945 годах. |                   |                                                 |                                                 |
|                  | Медаль за оборону (Великобритания)         | 1945           | Вторая мировая война, небоевая служба.                                                                   |                   |                                                 |                                                 |
|                  | Военная медаль 1939—1945                   | 1945           | Вторая мировая война, гражданам Британского Содружества наций                                            |                   |                                                 |                                                 |
|                  | Медаль Канадской добровольческой службы    | 1943           | Вторая мировая война, канадским добровольцам.                                                            | 650 000           |                                                 |                                                 |
|                  | Африканская медаль за службу               | 1943           | Вторая мировая война, участникам из Южно-Африканского Союза.                                             | 192 000           | File:Africa Service Medal obverse & reverse.jpg | File:Africa Service Medal obverse & reverse.jpg |
|                  | Индийская медаль за службу                 | 1946           | Вторая мировая война, участникам из Индии                                                                | 220 000           | File:India Service Medal                        | File:India Service Medal                        |
|                  | Новозеландская медаль за военную службу    | 1946           | Вторая мировая война, участникам из Новой Зеландии                                                       | 238 000           |                                                 |                                                 |
|                  | Австралийская медаль за службу (1939—1945) | 1949           | Вторая мировая война, участникам из Австралии                                                            | 600 000           |                                                 |                                                 |
|                  | Южнородезийская медаль за военную службу   | 1948           | Вторая мировая война, участникам из Южной Родезии                                                        | 3 908             |                                                 |                                                 |

### После Второй мировой войны
| Орденская планка | Название                   | Год учреждения | Кампания                                            | Число награждений | Аверс                   | Реверс                          |
| ---------------- | -------------------------- | -------------- | --------------------------------------------------- | ----------------- | ----------------------- | ------------------------------- |
|                  | Медаль за Корею            | 1951           | Корейская война (1950—1953)                         |                   |                         |                                 |
|                  | Медаль за службу (1962)    | 1964           | Второстепенные операции с 1962 по 2007 год          |                   |                         |                                 |
|                  | Медаль за Родезию          | 1980           | Война в Южной Родезии                               | Около 2 500       | File:Rhodesia Medal.png | File:Rhodesia Medal reverse.png |
|                  | Южно-Атлантическая медаль  | 1982           | Фолклендская война                                  | Около 33 300      |                         |                                 |
|                  | Медаль за Персидский залив | 1992           | Операция «Грэнби» в ходе Войны в Персидском заливе. | Более 61 000      |                         |                                 |

## XXI век
| Орденская планка                                         | Название                                                   | Год учреждения | Кампания                                                                 | Число награждений | Аверс                                      | Реверс                                     |
| -------------------------------------------------------- | ---------------------------------------------------------- | -------------- | ------------------------------------------------------------------------ | ----------------- | ------------------------------------------ | ------------------------------------------ |
|                                                          | Медаль за боевую службу в Сьерра-Леоне                     | 2002           | Британская интервенция в Сьерра-Леоне в Гражданскую войну в Сьерра-Леоне |                   |                                            |                                            |
|                                                          | Медаль за боевую службу в Афганистане                      | 2002           | Война в Афганистане (2001—2021)                                          |                   |                                            |                                            |
|                                                          | Медаль за боевую службу в Демократической Республике Конго | 2005           | Операция «Артемида« в ДРК                                                |                   |                                            |                                            |
|                                                          | Медаль за Ирак (Великобритания)                            | 2004           | Операция «Телик» и последующая служба в ходе интервенции в Ираке.        |                   |                                            |                                            |
| File:Iraq Reconstruction Service Medal Ribbon 100пкс.png | Медаль за участие в восстановлении Ирака                   | 2004           | Гражданская служба в ходе интервенции в Ираке.                           | более 3 800       | File:Iraq Reconstruction Service Medal.jpg | File:Iraq Reconstruction Service Medal.jpg |
|                                                          | Медаль за гражданскую службу (Афганистан)                  | 2011           | Гражданская служба в ходе Войны в Афганистане.                           |                   |                                            |                                            |
|                                                          | Медаль за борьбу с лихорадкой Эбола в Западной Африке      | 2015           | Борьба с Эпидемией лихорадки Эбола в Западной Африке                     | Более 3 000       |                                            |                                            |
|                                                          | Медаль за службу (2008)                                    | 2015           | Прочие кампании с 2008 года по настоящее время.                          |                   |                                            |                                            |
|                                                          | Медаль за боевую службу в Ираке и Сирии                    | 2018           | Операция «Шейдер» в ходе войны против «Исламского государства»           |                   |                                            |                                            |